# Епархия Бандунга
Епархия Бандунга (лат. Dioecesis Bandungensis) — епархия Римско-Католической церкви с центром в городе Бандунг, Индонезия. Епархия Бандунга входит в митрополию Джакарты. Кафедральным собором епархии Бандунга является церковь святого Петра.

## История
20 апреля 1932 года Римский папа Пий XI издал бреве Romanorum Pontificum, которой учредил апостольскую префектуру Бандунга, выделив её из апостольского викариата Батавии (сегодня — Архиепархия Джакарты).
16 октября 1941 года Римский папа Пий XII издал буллу Quae rei catholicae, которой преобразил апостольскую префектуру Бандунга в апостольский викариат.
3 января 1961 года Римский папа Иоанн XXIII издал буллу Quod Christus, которой преобразовал апостольский викариат Бандунга в епархию.

## Ординарии епархии
- епископ Giacomo Uberto Goumans OSC[1]  (27.05.1932 – 1951);
- епископ Pierre Marin Arntz OSC (10.01.1952 – 25.04.1984);
- епископ Александр Сутандио Джаясисвая (2.07.1984 – 19.01.2006);
- епископ Иоанн Пуджасумарта (17.05.2008 – 12.11.2010) – назначен архиепископом Семаранга.
- епископ Antonius Subianto Bunyamin OSC (03.06.2014 – )

## Источник
- Annuario Pontificio, Libreria Editrice Vaticana, Città del Vaticano, 2003, ISBN 88-209-7422-3
- Бреве Romanorum Pontificum, AAS 24 (1932), стр. 388  (лат.)
- Булла Quae Mei catholicae, AAS 34 (1942), стр. 185 (лат.)
- Булла Quod Christus, AAS 53 (1961), p. 244  (лат.)